# Hermann Bücking (Missionar)

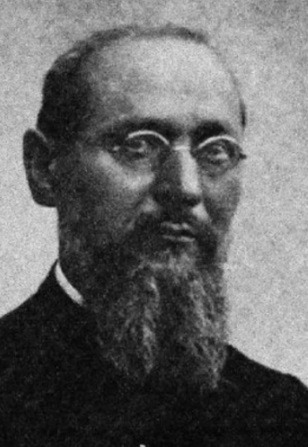
Hermann Bücking, 1905

Hermann Bücking SVD (* 7. November 1863 in Borbeck; † 10. Juni 1931 in Münster) war ein deutscher römisch-katholischer Ordenspriester der Steyler Missionare. Er wirkte von 1894 bis 1907 als Missionar in der damaligen deutschen Kolonie Togo und war ab 1896 der erste Apostolische Präfekt für Togo.

## Leben
Bücking war Sohn eines Schmieds und arbeitete bis zum 17. Lebensjahr im väterlichen Betrieb in Borbeck. Nach dem Entschluss, Priester zu werden, ging er an das Missionshaus St. Michael in Steyl, absolvierte dort das Gymnasium und das philosophisch-theologische Studium und empfing am 11. Mai 1890 die Priesterweihe. Danach war er einige Jahre als Lehrer in Steyl sowie im Missionshaus St. Gabriel bei Wien tätig. 1894 wurde er vom Orden zur Missionsarbeit nach Togo entsandt.
Nach seiner Ankunft wurde er Pfarrer der katholischen Gemeinde in Lomé und Superior für alle Steyler Missionare in Togo, und bereits zwei Jahre später, im Juli 1896, ernannte ihn der Heilige Stuhl zum Apostolischen Präfekten für Togo. Das Arbeitspensum, das er sich in diesem Amt aufbürdete, war so groß, dass der Ordensgründer und Generalobere Arnold Janssen ihn zur Mäßigung mahnte.
Es kam zum systematischen Ausbau von Missionsstationen mit Schulen und Krankenstationen. Das bedeutete neben der christlichen Glaubenslehre auch die Vermittlung europäischer Zivilisationsvorstellungen und die Eingliederung in das koloniale Wirtschafts- und Verteilungssystem. Ein ständiges Konfliktfeld mit den indigenen Traditionen war die verbreitete Polygamie.
Zugleich entspann sich ein Konflikt mit den deutschen Kolonialbeamten und Plantagenbesitzern, die ihrerseits den von den Missionaren vertretenen Moralvorstellungen wenig entsprachen. Dabei mischte sich bei Bücking die selbstverständliche Voraussetzung der Rassentrennung mit dem Einsatz für die Menschenwürde der „Neger“. Er protestierte scharf gegen den maßlosen und entwürdigenden Einsatz der Prügelstrafe sowie gegen die sexuelle Ausbeutung der einheimischen Frauen, zu deren „Mischlingskindern“ die deutschen Väter sich selten bekannten. In einem Bericht von 1899 schrieb er: „Auf allen Wegen begegnen einem jetzt die Huren und Konkubinen, und das Geschlecht der Mischlinge sprießt bald auf wie das Unkraut. [...] Ist es der Wunsch und Wille des Kaisers und des Kolonialrates, daß den zu Prügelnden die Prügelstrafe auf vollständig bis auf den letzten Faden entblößten Leib vor allen, die zuschauen wollen, erteilt wird?“
Der Konflikt eskalierte, nachdem im Jahr 1900 der 30-jährige Geo Schmidt die Kolonialverwaltung im Bezirk Atakpamé übernommen hatte und zahlreiche minderjährige Mädchen als Sexsklavinnen hielt. Die gegenseitigen Beschuldigungen zwischen ihm und Bücking sowie dem Leiter der Missionsstation in Atakpame Franz Müller SVD zogen ab 1903 solche Kreise, dass sie sowohl die Steyler Ordensleitung und das Erzbistum Köln als auch Regierung und Reichstag in Berlin beschäftigten und zum Medienereignis im Reich wurden. Hinzu kam, dass Bücking gegen den Willen der Kolonialverwaltung auch im mehrheitlich muslimischen Norden Togos Missionsstationen plante. 1906 wandte sich die Reichsregierung unmittelbar an den Heiligen Stuhl und setzte die Abberufung Bückings durch. Ende 1907 mussten er, Müller und mehrere weitere Steyler Missionare Togo verlassen.
Nach seiner Rückkehr nach Deutschland erhielt Bücking verantwortliche Aufgaben in der Verwaltung und im Bildungswesen des Ordens, zuletzt in Münster, wo er starb.